# Lodè
Lodè (en sard, Lodè) és un municipi italià, dins de la província de Nuoro. L'any 2007 tenia 2.164 habitants. És a la regió de Baronia. Limita amb els municipis de Bitti, Lula, Onani, Padru (OT), Siniscola i Torpè.
| Període | Identitat      | Partit         |
| ------- | -------------- | -------------- |
| 2005-   | Graziano Spanu | Centreesquerra |